# Kłopoty-Stanisławy
Kłopoty-Stanisławy – wieś w Polsce położona w województwie podlaskim, w powiecie siemiatyckim, w gminie Siemiatycze.
W latach 1975–1998 miejscowość administracyjnie należała do województwa białostockiego.
Wieś jest siedzibą rzymskokatolickiej parafii Najświętszej Maryi Panny Różańcowej.